# Горјачкокључки градски округ
Горјачкокључки градски округ (рус. Муниципальное образование город Горячий Ключ) општинска је административно-територијална јединица другог нивоа са званичним статусом градског округа (рус. городской округ) смештен у југозападном делу Краснодарске покрајине, односно на југу европског дела Руске Федерације. 
Административни центар округа је град Горјачи Кључ, који је уједно и највеће насеље на подручју општине и град директне покрајинске субординације.
Према подацима националне статистичке службе Русије за 2017. на територији округа живело је 65.045 становника или у просеку 37,05 ст/km². Површина општинске територије је 1.755 km².

## Географија
Горјачкокључки округ се налази на југозападу Краснодарске покрајине, обухвата територију површине 1.755,6 km², и убраја се у општинске јединице са просечном величином у Покрајини. Граничи се са Северским рејоном на западу, на југу је Туапсиншки, југоистоку Апшеронски и североистоку Белоречењски рејон. На североистоку се граничи са Републиком Адигејом (Таужечки и Тахтамукајски рејон, те град Адигејск).
Рељефом Горјачкокључке општине доминирају узвишења северне подгорине Великог Кавказа, док се нешто ниже и равније земљиште налази једино на крајњем северу округа и то је подручје алувијалне Закубањске равнице. Готово све реке које теку овим подручјем теку у меридијанском правцу ка северу, ка Краснодарском језеру. Најважнији водоток је река Псекупс која тече западним делом општинске територије, са својим притокама Чепси и Хатипс. Западним делом општине тече река Апчас са Шкељуком, те река Марта. 
Највећи део општинске територије, чак 70% је прекривен шумама. Јужни део општине припада заштићеном подручју Горјачкокључког резервата природе, а подручје је познато по бројним изворима минереалне и лековите воде. 

## Историја
Горјачкокључки градск округ је једна од најмлађих општинских јединица у Покрајини и основан је током 2005. године као последица административно-територијалних реформи. 

## Демографија и административна подела
Према подацима са пописа становништва из 2010. на територији округа живело је укупно 57.289 становника, док је према процени из 2017. ту живело 65.045 становника, или у просеку око 37,05 ст/km².
| 1959.  | 2002.  | 2010.  | 2017.   |
| ------ | ------ | ------ | ------- |
| 41.683 | 51.640 | 57.289 | 65.045* |

Напомена:* Према процени националне статистичке службе. 
На територији округа налази се укупно 31 насељено место административно подељених на 8 нижестепених општина (једна урбана и седам руралних). Административни центар рејона и његово највеће насеље је град Горјачи Кључ у коме живи нешто више од половине укупне популације округа. Више од пет хљада становника има још једино станица Саратовскаја у којој живи око 6.500 становника.

## Саобраћај
Западним делом округа пролази деоница националног аутопута М-4 „Дон” који повезује Москву са црноморском луком Новоросијск, а који на овом подручју пролази кроз град Горјачи Кључ. Пре тога територија савременог округа је била део Горјачкокључког општинског рејона који је, као административна јединица егзистирао у периоду од 1924. до 1963. године и у свом саставу је првобитно имао 12 сеоских заједница.

## Знаменитости
На подручју Горјачкокључког округа се налазе бројне геолошке формације које представљају значајне туристичке знаменитости округа. Нарочито су значајни бројни минерални извори у долини Псекупса, те бројне пећине. Једна од најпознатијих пећина је Велика фанагоријска пећина која се налази код села Фанагоријевско, јужно од Горјачег Кључа. Пећински ходници препуни сталактита и сталагмита дугачки су 1.442 метра.